# Richard Holmlund
Pour les articles homonymes, voir Holmlund.
Richard Holmlund (né le 26 octobre 1953 et mort le 5 octobre 2011) est un entraîneur suédois de football. 
Il entraîne les équipes du Championnat de Suède de football féminin de l'Umeå IK au début des années 2000 et du KIF Örebro DFF en 2010. Il est aussi sélectionneur de l'équipe des Seychelles de football et entraîneur de l'équipe masculine du IK Sleipner en 2011.
Il remporte avec Umeå la coupe féminine de l'UEFA en 2003, le championnat de Suède en 2000, 2001 et 2002 et la coupe de Suède en 2001 et 2002 et avec Örebro la coupe de Suède en 2010.
Il meurt en octobre 2011 d'un accident de la route près d'Örebro.